# Maria Jacobini

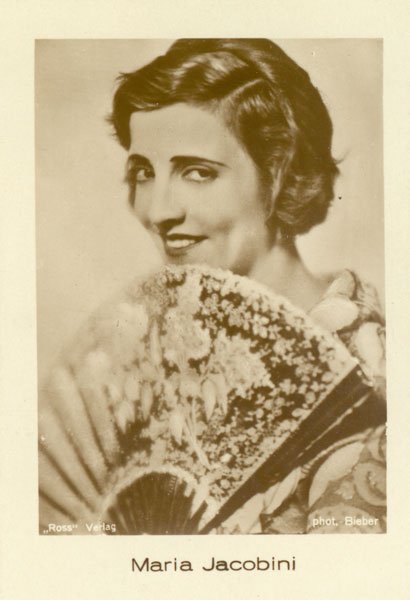
Maria Jacobini

Maria Jacobini (* 17. Februar 1890 in Rom; † 20. November 1944 ebenda) war eine italienische Schauspielerin beim heimischen und deutschen Film.

## Leben und Wirken
Maria Jacobini, die in den 10er und 20er Jahren eine der gefeiertsten Stummfilmdiven ihres Landes war, wurde als Enkelin des Kardinals und Staatssekretärs des Papstes Leo XIII., Lodovico Jacobini, geboren. Ihr künstlerisches Handwerk erlernte sie an der Accademia dell’Arte Drammatica ihrer Heimatstadt Rom. 1910 debütierte Maria Jacobini beim Film. Jacobini spielte berühmte Frauenfiguren der Zeitgeschichte wie etwa Lucrezia Borgia, Beatrice Cenci oder Jeanne d’Arc in den gleichnamigen Filmen, wirkte aber auch in Melodramen und Komödien mit. Regie führte dabei mehrfach ihr Lebensgefährte Gennaro Righelli. Ihr Gestus war ausladend und ausdrucksstark, ihre Figuren mal schwermütig-schicksalsergeben („Come le foglie“), mal überschwenglich-fröhlich („Addio giovinezza!“).
Im August 1922 gründete Maria Jacobini zusammen mit Righelli in Berlin die Maria Jacobini-Film GmbH (1922–1928). Lediglich ihren ersten deutschen Film „Bohème“ konnte sie in eigener Produktion realisieren. In den nachfolgenden Jahren spielte sie in einer Fülle von Produktionen, oftmals Filme mit melodramatischen Inhalten.  Nach ihrer vorübergehenden Rückkehr nach Rom setzte Jacobini 1926 ihre deutsche Filmarbeit fort. Ihre letzte Arbeit in Berlin war "zugleich auch ihre lohnenswerteste": Fedor Ozeps Fassung von Leo Tolstois Der lebende Leichnam. Darin spielte sie die Lisa Protassowa. 1929 ging Maria Jacobini für ein Filmgastspiel nach Frankreich, wo Julien Duvivier sie in „Irene Rysbergues große Liebe“ mit der Titelrolle besetzte – eine verheiratete, von ihrem Mann vernachlässigte Dame der französischen Gesellschaft. Dann kehrte sie nach Rom zurück.
Mit Beginn des Tonfilmzeitalters drehte die der deutschen Sprache kaum mächtige Italienerin nur noch in Cinecittà, ohne jedoch an ihre größten Erfolge anschließen zu können. Nebenbei, von 1937 bis 1943, lehrte sie außerdem Sprechkunst am Centro Sperimentale di Cinematografia. Zu ihren Schülerinnen zählten Alida Valli und Clara Calamai. Marias Schwester Diomira Jacobini (1899–1959) arbeitete ebenfalls als Schauspielerin.

## Filmografie (Auswahl)
- 1910: Lucrezia Borgia
- 1910: Beatrice Cenci
- 1911: L’ultimo amplesso
- 1912: La fuggitiva
- 1912: Vampe de gelosia
- 1913: L’erede di Jago
- 1913: In hoc signo vinces
- 1913: Giovanna d’Arco
- 1914: Capriccio di gran signore
- 1914: Il film rivelatore
- 1914: La busta nera
- 1915: Per non morire
- 1915: I cavalieri moderni
- 1915: La raffica
- 1916: La corsara
- 1916: Come le foglie
- 1916: Tragico convegno
- 1916: Articolo IV
- 1917: Resurrezione
- 1917: Sfinge
- 1917: La signora Arlecchino
- 1918: Il filo della vita
- 1918: Addio giovinezza!
- 1918: L’emigrata
- 1919: Anima tormentata
- 1919: La vergine folle
- 1920: Cainà
- 1920: La casa di vetro
- 1921: Il richiamo
- 1921: Amore rosso
- 1921: Il viaggio
- 1921: La preda
- 1922: Glanco
- 1922: L’incognita
- 1923: Bohème
- 1924: Steuerlos
- 1924: Die Puppenkönigin
- 1924: Orient
- 1925: Der Bastard
- 1925: Der Trödler von Amsterdam
- 1926: Vater, ich klage dich an! (Beatrice Cenci)
- 1926: Die Frauengasse von Algier
- 1927: Karneval des Lebens (Il carnevale di Venezia)
- 1927: Bigamie
- 1928: Der Fall des Staatsanwalts M …
- 1928: Fünf bange Tage
- 1928: Villa Falconieri
- 1928: Unfug der Liebe
- 1928: Ariadne im Hoppegarten
- 1929: Der lebende Leichnam
- 1929: Irene Rysbergues große Liebe (Maman Colibri)
- 1930: Perchè no?
- 1931: La scala
- 1931: La stella del cinema
- 1934: Paraninfo
- 1937: Wer ist so glücklich wie ich (Chi è più felice di me?)
- 1938: Drei Frauen um Verdi (auch ital. Originalvers.: Giuseppe Verdi)
- 1939: L’educande di Saint-Cyr
- 1940: Melodie der Liebe (Melodie eterne)
- 1941: L’attore scomparso
- 1942: Via delle cinque lune
- 1942: La danza del fuoco
- 1942: La signorina
- 1943: Tempesta sul golfo
- 1943: La donna della montagna